# Ghiacciaio Von Guerard
Il ghiacciaio Von Guerard è un piccolo ghiacciaio alpino situato nella zona orientale dei colli Kukri, nella regione centro-occidentale della Dipendenza di Ross, in Antartide. Il ghiacciaio, il cui punto più alto si trova a circa 600 m s.l.m., fluisce in direzione nord, verso la valle di Taylor, tra il ghiacciaio Mezzaluna, a ovest, e il ghiacciaio Aiken, più verso la costa, a est, senza però giungere sul fondo della valle.

## Storia
Il ghiacciaio Von Guerard è stato così chiamato nel 1997 dal Comitato consultivo dei nomi antartici (in inglese Advisory Committee on Antarctic Names), in associazione con il Von Guerard Creek, un corso d'acqua lungo circa 4,6 km che, partendo dal ghiacciaio, arriva fino alla sopracitata valle di Taylor. Il ruscello prese a sua volta il nome da Paul B. von Guerard, membro dal 1990 al 1994 della spedizione dello United States Geological Survey che, tra il 1987 e il 1994, effettuò diversi studi sui corsi d'acqua della zona del bacino del lago Fryxell.